# バトル昆虫伝
『バトル昆虫伝』（バトルこんちゅうでん）はジャレコから発売されたプレイステーション用のシミュレーションRPG。パッケージ帯のキャッチコピーは「昆虫は人間が嫌いだ…」。1999年1月21日発売。

## 概要
スクエアマップ上で味方の昆虫達を操作し、敵昆虫軍のボスを倒す(正気に戻す)とマップクリアとなるシミュレーションゲーム。シミュレーションパートと町中でキャラクター達との会話や買い物をするアドベンチャーパートを繰り返しストーリーを進める。シミュレーションゲームとあるが、ステージには地形効果や段差はなく、「将棋盤かチェス盤」のようなゲームとなっている。50種類以上の昆虫が3Dポリゴンで登場し、バトルシーンでの昆虫たちはポリゴンでリアルに描かれている。キャラクターの会話などはフルボイスで、単なるテキストにもボイスがついている。なお、町の中を移動している最中などにロードが発生する事もある。PocketStationでは本編の味方昆虫たちの能力アップアイテムを入手できるミニゲーム「むしむしレース」がプレイできる。コンピュータとの木登りゲームで、スロットを回して出た数の合計だけ上に進み、先にゴールに着いた方が勝ちという内容になっている。本編のセーブデータはメモリーカード1つにつき1つだけで、バトル終了後の結果表示画面の後、自動的に帰宅して部屋の中に入った時にセーブができる。その他、ゲームのメニュー画面には、自身の持っている昆虫を使いコンピュータや他のプレイヤーと対戦をするモードや、今まで見つけた昆虫を閲覧できる図鑑モードが存在する。なお、パッケージには全9種類中、3種類の昆虫トレーディングカードが付属しており、これを集めるとオオクワガタの幼虫や成虫がプレゼントされるキャンペーンが行われていたが、応募はあまり集まらず、最終的にはジャレコの社員が持ち帰る事となった。

## ストーリー
1999年の夏。少し都会から離れた町・森羅町〈しんらちょう〉のデパートで、8月の終わりごろに世界各国の昆虫展が開かれる予定だったが、肝心の虫たちがすべて逃げ出してしまった。町に住む少年の斎正平〈いつきしょうへい〉は、虫たちが町の北外れの森に逃げ込んだと知り、昆虫展開催のために昆虫採集に向かう。しかしそこで、おとぎ話の存在でしかないはずの妖精と出会うことに…。

### 今作の舞台・森羅町〈しんらちょう〉
妖精のリリーも感心するほど多くの自然が残る街で、蛍が住むほどきれいな川もある。虫たちが逃げ込んだ北の森は、町の中の会話イベントをこなさないと中に入れないため、くまなく街中を調べて回る必要がある。

## 登場キャラクター

### 主人公とその家族
斎正平≪いつきしょうへい≫（声 - 石川寛美）
森羅町に住む小学4年生で、この作品の主人公。自然を愛する優しい心の持ち主で、虫に対する思い入れは図鑑にしか載っていない昆虫まで知っているほど。1学期終業式の日も飼っているカブトムシのことが気になるあまり早退してしまった。その日の夕食で、父親の正道から昆虫展が中止になると聞き、自分が逃げ出した昆虫を捕まえると父に申し出る。
斎正道≪いつきまさみち≫（声 - 松本保典）
正平の父親。デパートの企画部勤務で、昆虫展も彼が企画したもの。1学期終業式の日の夕食で、彼自身昆虫展が中止になると愚痴ってしまったため、正平が逃げ出した昆虫を捕まえると申し出てしまう。反対しかけたが、妻の説得もあり渋々ながらも認めることに。正平の活躍を認め、全国のペットショップで使えるギフト券をご褒美にくれる。
斎久美≪いつきくみ≫（声 - 麻見順子）
正平の母親。夫婦仲は円満で、正平のよき理解者。正平の「逃げ出した昆虫を捕まえる」という申し出も、大きな心で認めた。作中では不明だが、子供のころに妖精に会ったらしい。

### 妖精たち
リリー≪りりー≫（声 - こおろぎさとみ）
森羅町の北の森に住む妖精。森に逃げ込んだ昆虫の１匹を止めている最中に正平と出会い、正平の手伝いを申し出る。自分で言う通り暴走しがちで、正平以外に自分が見えないのをいいことに目の前の相手の悪口を言いまくることもしばしば。
リナリー≪りなりー≫（声 - 高橋美紀）
森羅町の北の森に住む妖精で、リリーの姉。実はデパートから昆虫たちを逃がしたのも彼女。自然を破壊する人間たちを嫌い、虫たちを操り攻撃してくる。そのため妹のリリーと対立することに。
大地の精ガープ≪だいちのせいがーぶ≫（声 - 広瀬正志）
森羅町北の森のひときわ大きな木に宿る地霊神。ラストバトル直前に登場。

### 主人公のクラスメイト
若戸萌≪わかともえ≫（声 - 本間ゆかり）
正平や勇太たちとは幼稚園のころからの友達で、正平や勇太といつも一緒。おとなしい性格で虫は少し苦手。
風見勇太≪かざみゆうた≫（声 - 伊藤舞子）
正平の親友で、地元のサッカーチーム所属。レギュラー昇格のため、いつも町の公園でサッカーの練習をしている。
周防有紀≪すおうゆき≫（声 - 雪乃五月）
主人公のクラスメイトだが、いつも怒っているような不機嫌顔。彼女の家は町の北東の大きな屋敷。両親は海外の仕事で留守のため、家にいるのは彼女と執事の源閣のみ。
藤崎仁也≪ふじさきじんや≫（声 - 梅田貴公美）
クラスのガキ大将のような少年。かつて正平と勇太、萌の３人とよく遊んでいたが、最近になって仁也のみ遊ばなくなった。
中田純一≪なかたじゅんいち≫（声 - 久保田恵）
正平のクラスメイトで、ペットショップの店長の息子。おとなしい性格で、塾に通っている。父親の店長ほどではないが、正平にアドバイスをくれる。ただ、生き物を商品扱いする考えのようで、彼にリリーは見えない。

### 森羅町の住人
中田一≪なかたはじめ≫（声 - 堀内賢雄）
正平がお世話になるペットショップの店長。ステージで使うアイテムは、父親からもらったギフト券を使いこの店で購入する。会話に英単語を入れてくるので、正平が戸惑うこともしばしば。
岩城源閣≪いわしろげんかく≫（声 - 藤本譲）
周防家につかえる執事。生真面目な性格の60歳。いつも有紀を気にかけていて、正平に「お嬢様と仲良くしてください」と頼んでくる。
如月鈴子≪きさらぎれいこ≫（声 - 桑島法子）
主人公のクラスを担任する新米教師だが、どちらかというとクラスのみんなからはお姉さん扱いされている。
宮城寅彦≪みやぎとらひこ≫（声 - 山口勝平）
町の交番勤務の23歳になる新米お巡りさん。言葉に少し訛りがある。鈴子先生に気があるようで、その思いのあまり周囲が引くほど危険な妄想に耽ることも。

## シミュレーションバトル
概要の通り、ステージは完全な平面で、1日につき1ステージのみ。ステージ上ではこちらのターンの時に自軍ユニットが、敵のターンの時に敵ユニットが移動、攻撃を行う。最初はカブトムシ1匹のみで、相手のボスを倒せば勝利になる。倒されたボスは仲間になり、次のステージに参加させられる。ステージ経過ごとに参加メンバーも増えるが、それにつれて相手の数も増えてレベルも上がっていく。HP（ヒットポイント）が0になると、その味方ユニットは次の日まで戦闘不能になる。DF（防御力）が0になると大ダメージを受けやすくなる。CP（コマンドポイント）は画面真下にゲージで表示され、コマンド入力でこれを使い切るとその戦闘の行動が決定される。ユニット同士がステージで接触して対戦カードが決定されると戦闘シーンに切り替わる。戦闘で使うコマンドは「つの」「とっしん」「ためる」「オーラ」の4つで、コマンドごとにCPの消費度が異なる。「つの」は文字通り通常攻撃で、連続攻撃が可能でHP・DF両方にダメージを与えられる。「とっしん」は〇ボタン連打でDFのみを削っていくが「つの」より効果大で、DFが0になった瞬間に大ダメージを与えられる。「ためる」はAP（オーラポイント）を50溜められる。ステージで移動終了したときも「ためる」を使えるがこちらは25。そして「オーラ」で100までためたAPすべてをビームのように相手へ放つ。敵ユニットを倒すと経験値が得られ、一定以上の経験値を得ると自軍のユニットのLV（レベル）がアップする。また、ユニットのLVが上がればコマンドの入力回数が少しずつではあるが増えていく。HPはアイテムで回復させるしかないが、DFは一部のアイテムのみならず、戦闘で残りのCPをスタートボタンでつぎ込むことで回復させられる。ステージは回数をこなすごとに広くなっていく。ステージ上ではウインドウを開いて、回復アイテムの使用や味方ユニットのオート移動、自分のターン終了、さらには現在のステージのリセットなどを選択できる。

## スタッフ
- プログラム(メイン・バトルモード):秋山望
- プログラム(シナリオモード・会話演出):立山豪
- プログラム(SLGモード):Support AI
- プログラム(サウンド・メモリーカード):赤沢文彦
- プログラム(PocketStation関連):松村かおる
- プログラム(タイトル・会話演出・その他):飯塚連也 LX-68060 TYPE-4
- グラフィック(CG監修・モデル作成 画面レイアウト):新谷一樹
- グラフィック(モーション・モデル作成):福島“ふくぼう”洋一
- グラフィック(モーション・モデル作成 3D背景):小山シンヤ
- グラフィック(町マップ・SLGマップ作成):飯田将基
- グラフィック(キャラクターCG編集):クロノアツシ
- グラフィック(モデル作成):内藤一郎
- サウンド(サウンド監修・BGM):荒川'KA'憲一
- サウンド(BGM・SE作成 音響編集):大原透
- サウンド(BGM作成):笈田和孝
- サウンド(音声編集):西村“あにぃ～”達也
- CG協力(キャラクターデザイン 作画監督):大隈孝晴
- CG協力(絵コンテ・演出):岡尾貴洋
- CG協力(作画):中野健央、石川友久、北野志保理、伊勢智行、ウォンバット
- CG協力(グラフィックディレクター):田中恒嗣
- CG協力(グラフィックオペレーター):角野弘明、開陽子
- CG協力(色彩設計):渋谷圭子
- CG協力(着彩):杉保徳洋、ビジュアルワークショップ
- CG協力(美術監督):南郷洋一
- CG協力(プロデューサー):安西武
- CG協力(制作担当):石田博
- CG協力(プロダクションマネージャー):中山晴夫
- CG協力(制作事務):渡部圭
- CG協力(グラフィック制作):童夢
- 音声(録音):フラミンゴスタジオ
- 音声(キャスティング協力):松沼廣有(ぷろだくしょんバオバブ)
- 協力:青二プロダクション、劇団21世紀FOX、賢プロダクション、ぷろだくしょんバオバブ
- 広報:守照由樹、渡辺弘寿、森田恭司、みゆみゆ
- 資料写真:今森光彦
- Special Thanks:宮崎章、田村“せっかくだから”純一、志村正義、小泉のら晃いぬ、山口創一
- 企画(企画補佐・PocketStation企画):三塚虎太郎
- 企画(脚本):風穴尚紀
- 企画(企画・脚本):荒井正広

## 評価
ゲーム誌『ファミコン通信』の「クロスレビュー」では合計23点（満40点）となっている。

## 関連作品
- Get'虫倶楽部 みんなの昆虫大図鑑(1999年) - ジャレコよりゲームボーイ・ゲームボーイカラーで発売された昆虫採集を題材としたゲーム。登場するキャラクターの名前と見た目が本作と一致しているが、キャラクター設定などが異なる。